# Burowo (przystanek kolejowy)
Burowo – nieczynny przystanek kolejowy w Burowie, w województwie zachodniopomorskim, w Polsce.